# Liste der denkmalgeschützten Objekte in Prellenkirchen
Die Liste der denkmalgeschützten Objekte in Prellenkirchen enthält die 12 denkmalgeschützten, unbeweglichen Objekte der Gemeinde Prellenkirchen.

## Denkmäler
| Foto |                 | Denkmal                                                                 | Standort                                            | Beschreibung | Metadaten |
| ---- | --------------- | ----------------------------------------------------------------------- | --------------------------------------------------- | --- | --- |
| ja   | Datei hochladen | Kath. Pfarrkirche hl. Dreifaltigkeit HERIS-ID: 15239 Objekt-ID: 11479   | Obere Hauptstraße 5 Standort KG: Deutsch Haslau     | Die Pfarrkirche zur hl. Dreifaltigkeit ist eine heterogene Anlage, bestehend aus drei Bauteilen, mit einem Knick in der Längsachse. Der hohe gotische Chor hat Spitzbogenfenster. Der querrechteckige Turm, im Kern romanisch, ist etwas schräg gestellt. Das niedrigere Langhaus wurde Ende des 18. Jahrhunderts barock umgebaut. | BDA-Hist.: Q37772762 Status: § 2a Stand der BDA-Liste: 2025-06-30 Name: Kath. Pfarrkirche hl. Dreifaltigkeit GstNr.: 42 Pfarrkirche Deutsch-Haslau |
| ja   | Datei hochladen | Pest-/Dreifaltigkeitssäule HERIS-ID: 15240 Objekt-ID: 11480             | vor Obere Hauptstraße 5 Standort KG: Deutsch Haslau | Die Pestsäule wurde 1713 errichtet. | BDA-Hist.: Q37772771 Status: § 2a Stand der BDA-Liste: 2025-06-30 Name: Pest-/Dreifaltigkeitssäule GstNr.: 42                                      |
| ja   | Datei hochladen | Pfarrhof HERIS-ID: 15238 Objekt-ID: 11478                               | Obere Hauptstraße 7 Standort KG: Deutsch Haslau     | Der zweigeschoßige Pfarrhof, ein im Kern barocker Bau vom Ende des 18. Jahrhunderts, ist mit der Pfarrkirche verbunden. | BDA-Hist.: Q37772745 Status: § 2a Stand der BDA-Liste: 2025-06-30 Name: Pfarrhof GstNr.: 41                                                        |
| ja   | Datei hochladen | Figur Maria Immaculata HERIS-ID: 15231 Objekt-ID: 11471                 | an Obere Hauptstraße 7 Standort KG: Deutsch Haslau  | Die Statue der Maria Immaculata in einer Nische der Pfarrhoffassade stammt aus der ersten Hälfte des 18. Jahrhunderts. | BDA-Hist.: Q37772647 Status: § 2a Stand der BDA-Liste: 2025-06-30 Name: Figur Maria Immaculata GstNr.: 41                                          |
| ja   | Datei hochladen | Bildstock Weißes Kreuz HERIS-ID: 15236 Objekt-ID: 11476                 | Standort KG: Deutsch Haslau                         | Das Weiße Kreuz ist ein hoher Nischenpfeiler aus der Mitte des 17. Jahrhunderts an der Straße nach Prellenkirchen. | BDA-Hist.: Q37772726 Status: § 2a Stand der BDA-Liste: 2025-06-30 Name: Bildstock Weißes Kreuz GstNr.: 663/95                                      |
| ja   | Datei hochladen | Kruzifix/Kreuz HERIS-ID: 15237 Objekt-ID: 11477                         | Standort KG: Deutsch Haslau                         | | BDA-Hist.: Q37772736 Status: § 2a Stand der BDA-Liste: 2025-06-30 Name: Kruzifix/Kreuz GstNr.: 983                                                 |
| ja   | Datei hochladen | Wegkapelle hl. Johannes Nepomuk HERIS-ID: 15218 Objekt-ID: 11458        | bei Edelstalerstraße 2 Standort KG: Prellenkirchen  | Die 1773 errichtete Wegkapelle hat einen geschwungenen Giebel und innen eine Nische mit Flachkuppel und einer Statue des Heiligen Johannes Nepomuk. | BDA-Hist.: Q37772421 Status: Bescheid Stand der BDA-Liste: 2025-06-30 Name: Wegkapelle hl. Johannes Nepomuk GstNr.: 2087                           |
| ja   | Datei hochladen | Kath. Pfarrkirche Hl. Geist HERIS-ID: 15215 Objekt-ID: 11455            | bei Kirchengasse 2 Standort KG: Prellenkirchen      | Barocke, auf mittelalterliche Grundlage zurückgehende Saalkirche, steht erhöht und vom Friedhof umgeben am östlichen Ortsrand. Wegen schwerer Schäden in den Türkenkriegen nach 1683 weitgehender Neubau. Massiger sechsgeschoßiger Westturm, im Kern vielleicht spätromanisch-frühgotisch.                                        | BDA-Hist.: Q37772319 Status: § 2a Stand der BDA-Liste: 2025-06-30 Name: Kath. Pfarrkirche Hl. Geist GstNr.: 179 Pfarrkirche Prellenkirchen         |
| ja   | Datei hochladen | Flur-/Wegkapelle HERIS-ID: 15219 Objekt-ID: 11459                       | bei Kirchengasse 46 Standort KG: Prellenkirchen     | Barocker Bau aus der ersten Hälfte des 18. Jahrhunderts. | BDA-Hist.: Q37772431 Status: § 2a Stand der BDA-Liste: 2025-06-30 Name: Flur-/Wegkapelle GstNr.: 2005/1                                            |
| ja   | Datei hochladen | Arme-Seelen-Kapelle HERIS-ID: 15229 Objekt-ID: 11469                    | Standort KG: Prellenkirchen                         | | BDA-Hist.: Q37772593 Status: § 2a Stand der BDA-Liste: 2025-06-30 Name: Arme-Seelen-Kapelle GstNr.: 1193                                           |
| ja   | Datei hochladen | Kath. Filialkirche hl. Bartholomäus HERIS-ID: 15242 Objekt-ID: 11482    | bei Kirchenweg 1 Standort KG: Schönabrunn           | Die romanische Saalkirche aus dem späten 12./frühen 13. Jahrhundert steht erhöht und vom Friedhof umgeben im Norden des Ortes. Sie hat ein rechteckiges Langhaus und einen massiven frühgotischen Turm mit kleinen Schartenfenstern und hohem, achteckigem Steinhelm.                                                              | BDA-Hist.: Q37772814 Status: § 2a Stand der BDA-Liste: 2025-06-30 Name: Kath. Filialkirche hl. Bartholomäus GstNr.: 79/1                           |
| ja   | Datei hochladen | Römische Übungslager Wangheimer Felder HERIS-ID: 45369 Objekt-ID: 46674 | Wangheimer Felder Standort KG: Wangheim             | | BDA-Hist.: Q38015364 Status: Bescheid Stand der BDA-Liste: 2025-06-30 Name: Römische Übungslager Wangheimer Felder GstNr.: 149                     |